# Sloanea kuhlmannii
Sloanea kuhlmannii är en tvåhjärtbladig växtart som beskrevs av Adolpho Ducke. Sloanea kuhlmannii ingår i släktet Sloanea och familjen Elaeocarpaceae. Inga underarter finns listade i Catalogue of Life.